# Мореас, Жан
Жан Мореа́с (фр. Jean Moréas; настоящее имя Иоа́ннес А. Пападиаманто́пулос, греч. Ιωάννης Α. Παπαδιαμαντόπουλος; 15 апреля 1856, Афины — 30 марта 1910, Сен-Манде, департамент Сена) — французский поэт.

## Биография

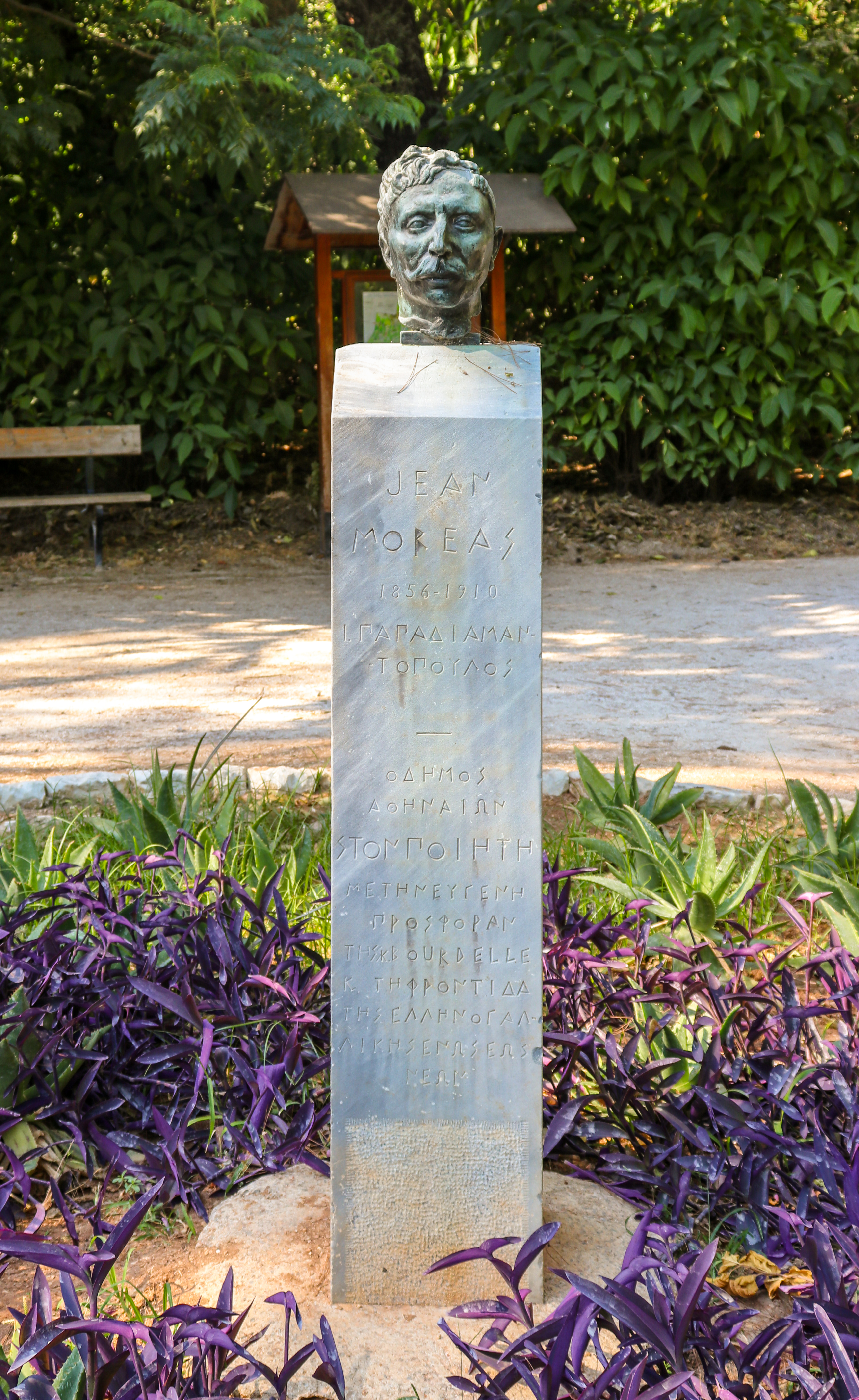
Памятник Жану Мореасу в Афинах

Грек по происхождению; сын судьи. С 1875 года жил в Париже, где сначала изучал право в Сорбонне. В первых сборниках на французском языке «Сирты» («Les Syrtes», 1884) и «Кантилены» («Les Cantilènes», 1886) Мореас выступил как поэт-символист. Здесь Мореас ещё верный ученик Бодлера и Верлена, практик символистской школы и даже до известной степени теоретик её. Ему принадлежит и сам термин «символизм», получивший теоретическое обоснование в его «Манифесте символизма» (1886).
Однако в 1890 г. выходит самая, пожалуй, характерная из книг Мореаса «Le pelerin passionné» («Страстный пилигрим»), и тогда же он объявляет о необходимости вернуться к классицизму с его «прекрасной ясностью». Позже (1891) Мореас обосновал «романскую школу», которая была первым проявлением неоклассицизма во французской модернистской поэзии. Он призывал вернуться к «французской ясности», забытой символистами, равняться на поэзию «Плеяды» и XVII века.
Наиболее значительные произведения Мореаса — семь книг «Стансов» («Stances»; 1899—1901, седьмая издана в 1920). Из других произведений следует отметить стилизованные «Contes de la Vieille France» («Сказки старой Франции») и трагедию «Iphigenia» («Ифигения»). В 1923 г. издательство Mercure de France выпустило прекрасно составленную антологию из произведений Мореаса.

## Мореас в русской литературе
Некролог поэта в России принадлежит одному из первых переводчиков Мореаса на русский язык Валерию Брюсову (Русская мысль, 1910, № 5). Стихи Мореаса на русский также переводили И. Тхоржевский, В. Маккавейский, И. Эренбург, Б. Лившиц, А. Ромм, А. Эфрон, Г. Ратгауз, Р. Дубровкин и др.

## Источник
- Большая советская энциклопедия